# Les coses que no moren mai
|  | «Blue Sky» redirigeix aquí. Si cerqueu la xarxa social, vegeu «Bluesky». |

Les coses que no moren mai (títol original en anglès Blue Sky) és una pel·lícula estatunidenca de Tony Richardson, estrenada el 1994 i doblada al català.

## Argument
Hank Marshall és un oficial molt competent en la recerca nuclear americana, però planteja problemes als seus superiors per dues raons; La primera és el comportament una mica lleuger de la seva esposa, Carly, que organitza escàndols a cada base on està destacat; la segona és la seva reticència anunciada a certes experiències. Quan la seva situació esdevé amenaçada, és l'amor de la seva dona que el traurà del merder.

## Repartiment
- Jessica Lange: Carly Marshall
- Tommy Lee Jones: Hank Marshall
- Powers Boothe: Vince Johnson
- Carrie Snodgress: Vera Johnson
- Amy Locane: Alex Marshall
- Chris O'Donnell: Glenn Johnson
- Anna Klemp: Rebecca 'Becky' Marshall

## Premis i nominacions

### Premis
- 1995 Oscar a la millor actriu per Jessica Lange
- 1995 Globus d'Or a la millor actriu dramàtica per Jessica Lange
- Los Angeles Film Critics Association Awards de 1994 a la millor actriu per Jessica Lange
- Premi Sant Jordi de 1996 per la millor actriu estrangera per Jessica Lange

### Nominacions
- 1995 Screen Actors Guild Awards per una remarcable interpretació femenina en un paper principal per Jessica Lange
- 1995 Premis Young Artist per la millor interpretació per una jove actriu en una pel·lícula per Anna Klemp i Amy Locane.

## Al voltant de la pel·lícula
Realitzada el 1991 just abans de la mort del director, no va veure la llum fins al 1994 per problemes de la companyia Orion Pictures